# André Reis
André Reis (* 25. Juli 1960 in São Paulo) ist ein deutscher Mediziner. Er ist Direktor des Humangenetischen Institutes an der Universität Erlangen und Mitglied der Akademie der Wissenschaften und der Literatur in Mainz.

## Werdegang
André Reis studierte von 1979 bis 1986 Medizin an der Georg-August-Universität Göttingen und der Medizinischen Universität Lübeck. Er wurde 1986 bei Eberhard Schwinger am Institut für Humangenetik in Lübeck mit einer Arbeit zum Thema Fragiles X-Chromosom bei Kindern mit Autistischem Syndrom promoviert. In den beiden folgenden Jahren war er Mitarbeiter bei Jörg Schmidtke am Institut für Humangenetik der Universität Göttingen und wurde 1989 Hochschulassistent am Institut für Humangenetik der Charité, Humboldt-Universität zu Berlin, wo er bis 1998 blieb. 1995 gründete er das „Mikrosatellitenzentrum/Gene Mapping Centre“ am Max-Delbrück-Centrum für Molekulare Medizin (MDC), in Berlin-Buch und war dort Projektleiter. Zudem ist er seit 1995 Facharzt für Humangenetik und habilitierte sich an der Charité für das Fach Humangenetik. 1998 wurde Reis zum Universitätsprofessor (C3) für Medizinische Genetik und Genkartierung an der Charité sowie zum Arbeitsgruppenleiter am MDC berufen. Seit 2000 ist er Ordinarius für Humangenetik und Direktor des Instituts für Humangenetik an der Friedrich-Alexander-Universität Erlangen-Nürnberg, das 2006 in Humangenetisches Institut umbenannt wurde. Reis ist seit 2007 Sprecher des dortigen Interdisziplinären Zentrums für Klinische Forschung am Universitätsklinikum und ebenfalls seit 2007 Senator der Universität. Seit 2006 ist Reis korrespondierendes Mitglied der Akademie der Wissenschaften und der Literatur Mainz, seit 2007 Mitglied der Deutschen Akademie der Naturforscher Leopoldina und seit 2011 korrespondierendes Mitglied der Österreichischen Akademie der Wissenschaften. Von 2008 bis 2012 war Reis Vorsitzender der Deutschen Gesellschaft für Humangenetik.

## Aktuelle Forschungsschwerpunkte
Die Schwerpunkte der Arbeitsgruppe von André Reis am Erlangener Institut für Humangenetik bilden zurzeit Arbeiten zur Genetik der katatonen Schizophrenie, der Psoriasis und zu verschiedenen Augenerkrankungen.

## Wissenschaftliche Leistungen
André Reis hat Forschungsarbeiten zu unterschiedlichen Gebieten der Medizin geleistet. Seine Arbeitsgruppe an der Charité war unter anderem im Rahmen des Deutschen Humangenomprojektes an der Erzeugung von Mausmutanten mit dominanten Mutationen beteiligt. Die so hergestellten über 180 Mausmodelle stehen seit mehreren Jahren Wissenschaftlern für Forschungszwecke zur Verfügung.
Zusammen mit Wissenschaftlern der University of Wisconsin–Madison wurden Risikofaktoren für Herzinfarkt untersucht. Dabei wurde bei über 500 Familien die genetisch bedingten Risikofaktoren untersucht und ein neuer Susceptilitäts-Lokus auf Chromosom 14 identifiziert.
Am Max Delbrück Centrum in Berlin leitete Reis eine Studie zu den genetischen Risikofaktoren der atopischen Dermatitis. In einer genomweiten Linkage-Analyse wurde 200 Familien untersucht. Dabei wurde eine Region auf dem Chromosom 3 identifiziert, die mit dem Krankheitsrisiko in Zusammenhang gebracht werden kann. In Zusammenarbeit mit Kollegen aus Leicester wurden genetische Risikofaktoren für eine weitere Hauterkrankung, die Psoriasis untersucht. Dabei wurden bei ca. 500 Personen aus Deutschland und Dänemark genetische Varianten im beta-Defensin Gen untersucht.
Ein weiterer Schwerpunkt der Arbeiten von André Reis bilden genetisch bedingte neurologische Störungen. In Zusammenarbeit mit Kollegen aus Österreich wurde ein Tiermodell für neurodegenerative Erkrankungen mit Beteiligung des Kleinhirns entwickelt. Das Modell basiert auf dem Nachweis, dass bei der Maus eine Loss-of-function-Mutation in dem Gen Scyl1 zu einer degenerativen Kleinhirnerkrankung (mdf-Syndrom der Maus) führt.
Sogenannte Orphan Diseases standen bei André Reis in den letzten Jahren im Zentrum der Aufmerksamkeit. In einer Arbeit aus dem Jahre 2006 wurde eine Keimbahnmutation im K-Ras Gen bei Patienten mit dem Noonan-Syndrom nachgewiesen. In dieser Studie konnte gezeigt werden, dass die vielfältigen und unterschiedlichen Störungen bei dieser Erkrankung (Minderwuchs, Gesichtsdysmorphien und Herzfehler) unter anderem auf Fehlfunktionen eines GAP-Proteins zurückgehen. Im Falle des seltenen Johanson-Blizzard-Syndroms, das mit Minderbegabung und einer Pankreasinsuffizienz einhergeht, konnte die Arbeitsgruppe von Andre Reis nachweisen, dass es vermutlich durch die defekte Ubiquitin-Ligase UBR1 verursacht wird. Der Nachweis, dass eine Mutation im Pericentrin-Gen den sehr seltenen Microcephalen osteodysplastischen Minderwuchs vom Type II (MOPD II) verursacht, wurde von Reis im Fachblatt Science veröffentlicht. Dabei wurde ein biallelischer Verlust des Pericentrin-Gens nachgewiesen, was zur fehlerhaften Segregation von Chromosomen führt.